# Konstantin IX. Monomachos
Konstantin IX. Monomachos (kolem roku 1000 – 11. ledna 1055) vládl byzantské říši od 11. června 1042 do své smrti. Císařovna Zoe si ho v roce 1042 vybrala za svého manžela a spolucísaře, ačkoli byl předtím ve vyhnanství kvůli podezření ze spiknutí proti jejímu předchozímu manželovi, císařovi Michaelovi IV. Vládl společně se Zoe až do její smrti v roce 1050.

## Před nástupem na trůn

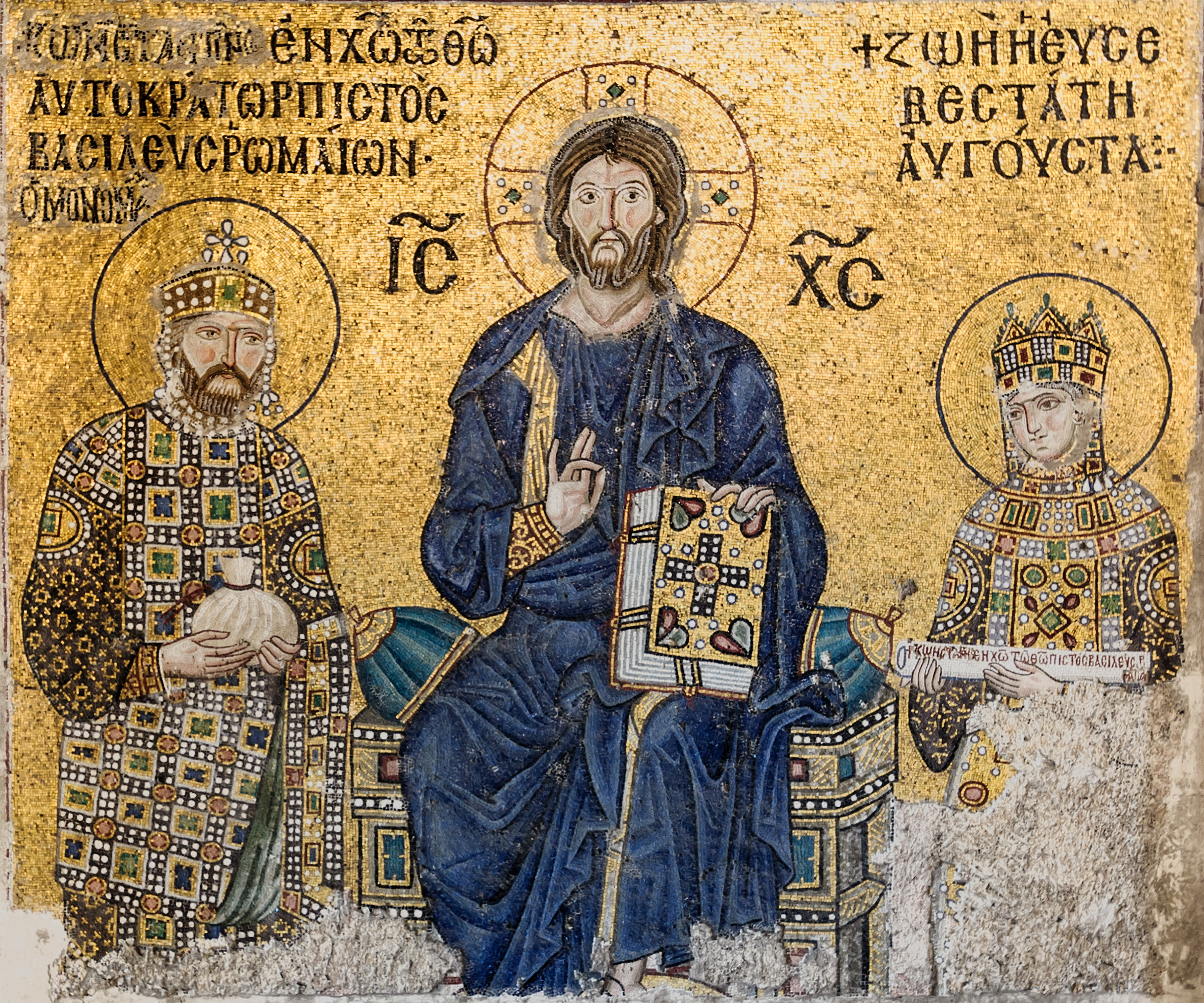
Basileus Monomach a jeho žena, augusta Zoe přinášejí dary Kristu Pantokratorovi. Mozaika z chrámu Boží Moudrosti v Istanbulu

Konstantin Monomachos byl synem Theodosia Monamacha, významného státního úředníka za císařů Basileia II. a Konstantina VIII. Theodosios se později stal podezřelý ze spiknutí, čímž utrpěla i kariéra jeho syna. Konstantinova pozice se zlepšila teprve poté, co se oženil se svojí druhou ženou, neteří císaře Romana III. Argyra, čímž se mu otevřela cesta ke dvoru. Zde se spřátelil s císařovnou Zoe. Po Romanově smrti byl kvůli tomu jejím druhým manželem a Romanovým nástupcem, Michaelem IV., poslán do vyhnanství na ostrov Lesbos. V roce 1042 se Zoe společně se svojí sestrou Theodorou staly císařovnami. Avšak jejich panování bylo tak neúspěšné, že senát rozhodl o nutnosti ustavit za císaře muže. Zoe se nakonec rozhodla pro Konstantina, který se ihned vrátil do Konstantinopole a 11. června 1042 se se Zoe oženil. Den poté byl korunován císařem.

## Vláda

### Války a povstání v době Konstantinovy vlády
Prvním krokem, který nový císař učinil, bylo vypuzení všech příslušníků rozvětvené Paflagoňanovy rodiny ze dvora. Konstantin byl milovník pozemských rozkoší s občasnými výlevy proti podezřelým ze spiknutí. Velký vliv na něho měla jeho milenka, Marie Sklerovna. V srpnu 1042 ho její bratr Roman Skleros přesvědčil o odvolání velitele italského vojska Georgia Maniakese. Maniakes se ale vzbouřil a prohlásil se císařem. Po přeplutí Jaderského moře vytáhl z Epiru proti Soluni. Cestou se ovšem střetl s císařským vojskem v bitvě u Ostrova. Maniakesovo vojsko sice zvítězilo, avšak jeho velitel padl. Konstantin tak mohl oslavit triumf. Ihned po tomto vítězství byla Konstantinopol napadena ruskou flotilou, jejíž pomoc si pravděpodobně zjednal Maniakes. Rusové byli s pomocí řeckého ohně poraženi. Ke stvrzení míru provdal Konstantin svou dceru Anastasii za budoucího kyjevského knížete Vsevoloda I., který byl synem jeho nebezpečného soupeře Jaroslava I. Moudrého.
V roce 1045 bylo k říši připojeno arménské království Ani, avšak tato expanze vystavila říši útoku nových nepřátel. V následujícím roce se Byzantinci dostali do prvního vážného střetu se Seldžuckými Turky. V roce 1049 s nimi uzavřeli mír. Konstantin byl však kvůli finančním problémům nucen v roce 1053 rozpustit arménské vojsko a východní hranice tak byla od tohoto okamžiku jen slabě chráněná. I když seldžucký sultán Togrul Beg byl ochoten dodržovat mírovou smlouvu, někteří jeho divocí turečtí spojenci se však ukázali být méně zdrženliví a nadále napadali byzantské území. To byla jasná předehra toho, co se mělo dít o několik let později…
V roce 1047 Konstantin čelil povstání v Thrákii vedeném jeho synovcem Leonem Tornikiem. Tornikios získal podporu v balkánských provinciích říše a pokoušel se dokonce dobýt samotnou Konstantinopol. Byl však přinucen k ústupu, poté co ho zradili vlastní vojáci podplacení Konstantinem. Později byl na útěku chycen a popraven. Tornikiovo povstání podlomilo byzantskou obranu na Balkáně, který byl od roku 1048 po dobu pěti let vystaven každoročním útokům Pečeněgů. Císařovo úsilí zastavit jejich vpády diplomatickou cestou vedlo pouze ke zhoršení situace, neboť Pečeněgové byli usazeni na byzantské půdě, ale kompaktnost jejich usídlení komplikovala jejich podrobení. Když se je Byzantinci nakonec rozhodli zpacifikovat ohromným vojskem vytvořeným spojením západní a východní armády, byli Pečeněgy drtivě poraženi v průsmyku v pohoří Stara Planina. Ve snaze vypořádat se s těmito problémy hledal Konstantin pomoc i u Maďarů, čímž se v podstatě snažil vytloukat klín klínem.

### Vnitřní politika a velké schizma
Ve vnitřní politice se Konstantin snažil zajistit své postavení podporou mocných (dynatoi) a uděloval proto štědré daňové úlevy velkým pozemkovým vlastníkům a církvi. V této době se také začala rozvíjet instituce pronie (pronoia), což byl určitý druh specificky byzantské podmíněné držby půdy. Část půdy (nebo daňové výnosy z ní) byly uděleny do vlastnictví určitému jednotlivci, který výměnou za to musel přispět k údržbě vojska. Obě tato opatření vedla k pozvolnému úpadku vlivu a moci říše a přispěla tak ke krizi, jež Byzanc naplno zachvátila v druhé polovině 11. století.
V roce 1054 skončily staleté rozpory mezi ortodoxní a katolickou církví jejich definitivním rozkolem. Legáti papeže Lva IX. exkomunikovali konstantinopolského patriarchu Michaela Kerullaria a následně Kerullarios vyloučil z církve papežské legáty. Roztržka mezi Západem a Východem, která byla v politické oblasti dovršena roku 800 korunovací západního císaře, tak byla dokonána také v církevní oblasti. Paradoxem zůstává skutečnost, že toto schizma bylo výsledkem snahy papeže a císaře spojit se proti Normanům, kteří využili Maniakesova povstání k ovládnutí jižní Itálie. Konstantin se ještě pokusil zasáhnout a zvrátit situaci, avšak zanedlouho na to onemocněl a 11. ledna následujícího roku zemřel.